# Sympherta montana
Sympherta montana là một loài tò vò trong họ Ichneumonidae.